# Uhlsport
Die Uhlsport GmbH (Eigenschreibweise uhlsport GmbH) ist ein international tätiger deutscher Sportartikelhersteller mit Sitz in Balingen im Zollernalbkreis in Baden-Württemberg. Das 1948 gegründete Unternehmen ist auf Produkte für Mannschaftssportarten spezialisiert.

## Unternehmen und Marken

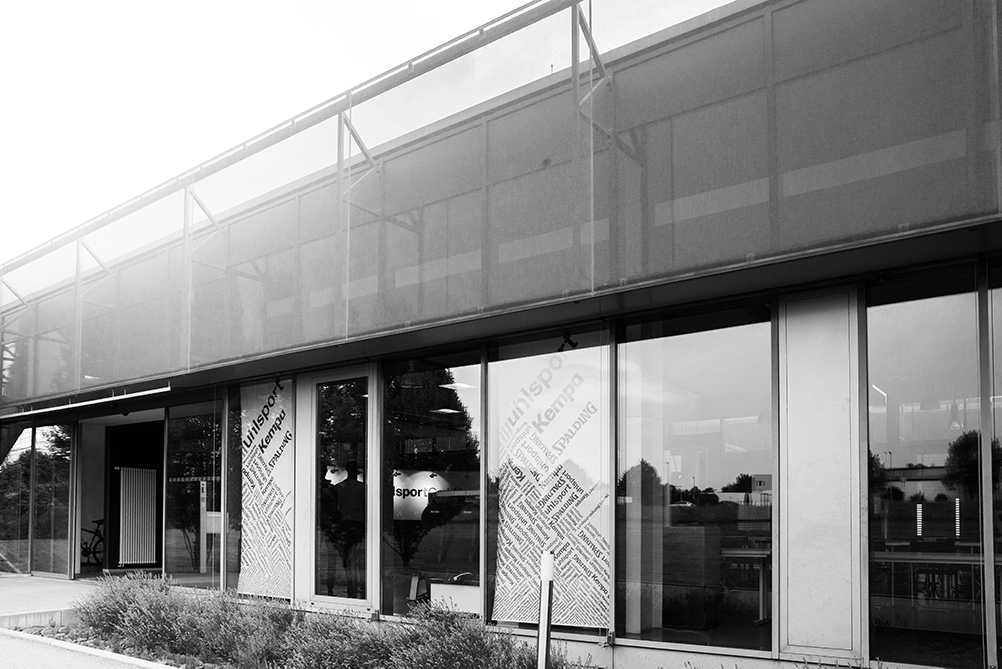
Hauptsitz der uhlsport GmbH in Balingen

Uhlsport wurde 1948 als Haase & Uhl OHG gegründet. Damals lag der Fokus auf der Produktion von Lederstollen. 1953 begann das Unternehmen zusätzlich mit der Produktion von Fußballsohlen für Sportschuhhersteller. Die Produktpalette wurde im Laufe der Unternehmensentwicklung um Artikel wie zum Beispiel Schienbeinschützer, Sportbandagen, Fußbälle und Torwarthandschuhe ausgebaut. Seit 2002 verfolgt das seit 1994 als uhlsport GmbH firmierende Unternehmen (zuvor Karl Uhl GmbH) eine Mehrmarkenstrategie für Fußball und Handball.
Unter der gleichnamigen Marke konzentriert sich Uhlsport auf den Fußballsport, insbesondere auf Torwartausrüstung. Handballausrüstung wird seit 2002 über die nach dem Handballer Bernhard Kempa benannten hauseigene Marke Kempa vermarktet. Bis 2021 hielt uhlsport die europäischen Vertriebsrechte der amerikanischen Basketball-Marke Spalding. Seit 2023 hat das Unternehmen die Distributionsrechte für die US-amerikanische Ballmarke Baden für den gesamten europäischen Vertriebsbereich mit Ausnahme des Vereinigten Königreichs und Spanien.
Das Unternehmen führt eine indirekte Vertriebsstruktur mit Tochtergesellschaften in Frankreich, Spanien und Schweden und Ländervertretungen in Großbritannien, den Benelux-Staaten und der Schweiz. Zusätzlich hat Uhlsport über 80 Vertriebspartner weltweit. 1998 erfolgte der Verkauf des Familienunternehmens von der Familie Uhl an die Familie Daiss. 2021 trat Dirk Hendrik Lehner als geschäftsführender Gesellschafter in das Unternehmen ein. Hauptanteilseigner ist weiterhin die Familie Daiss.

## Sponsoring

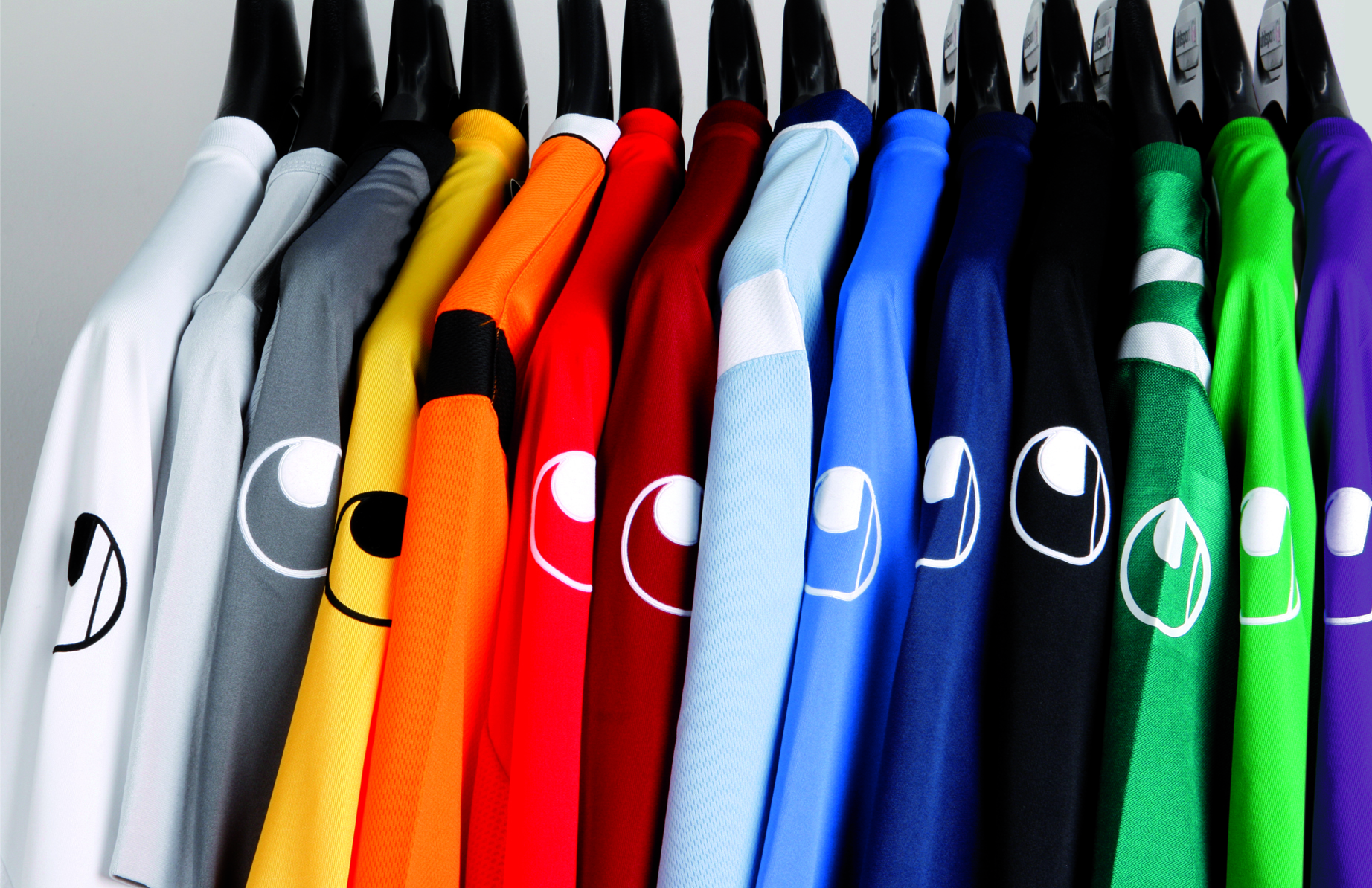
Fußball-Teambekleidung von uhlsport

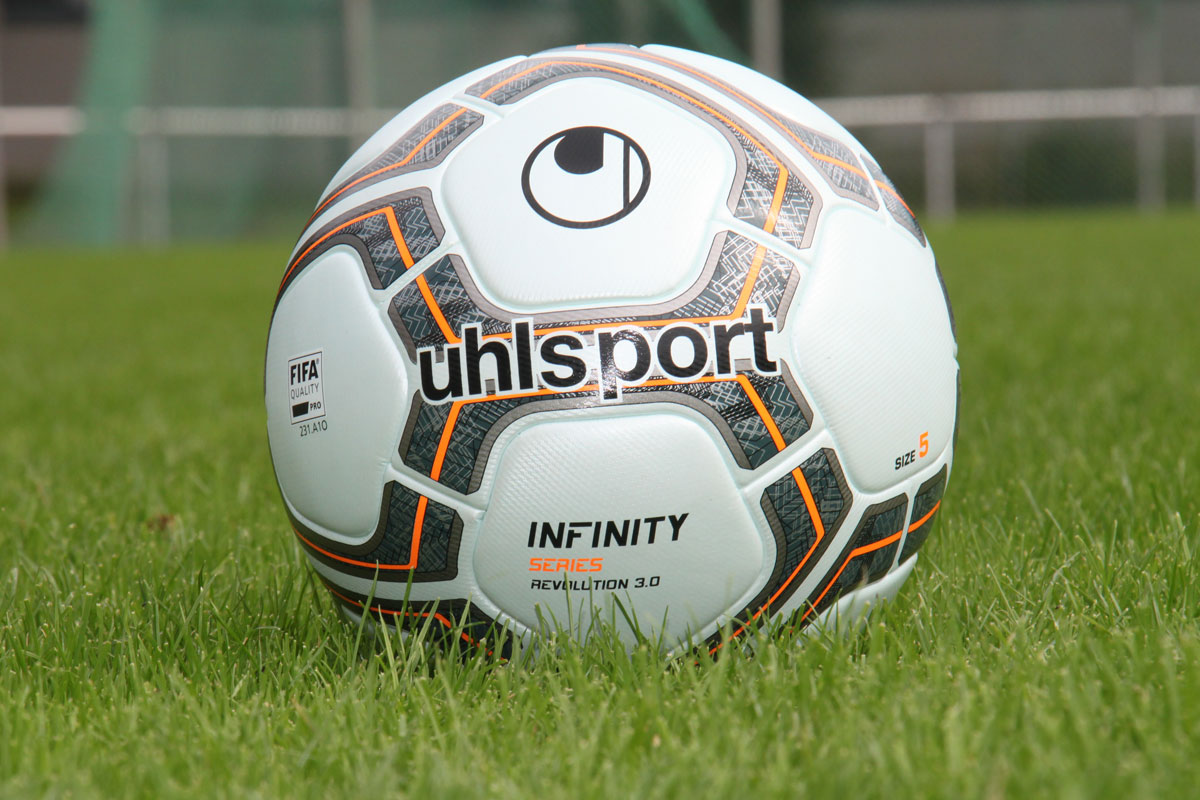
Uhlsport-Fußball

Sponsorpartner der Fußballmarke uhlsport sind unter anderem der SSV Ulm 1846, SpVgg Unterhaching, SV Waldhof Mannheim. Das Unternehmen ist offizieller Ausrüster und Ballsponsor verschiedener internationaler Ligen, einschließlich der nordirischen NIFL Premiership. Außerdem zählt uhlsport Torhüter wie Mike Maignan, Alphonse Areola, Odisseas Vlachodimos, Oliver Baumann, Ron-Robert Zieler und Lukas Hradecky zu seinen Marken-Botschaftern.

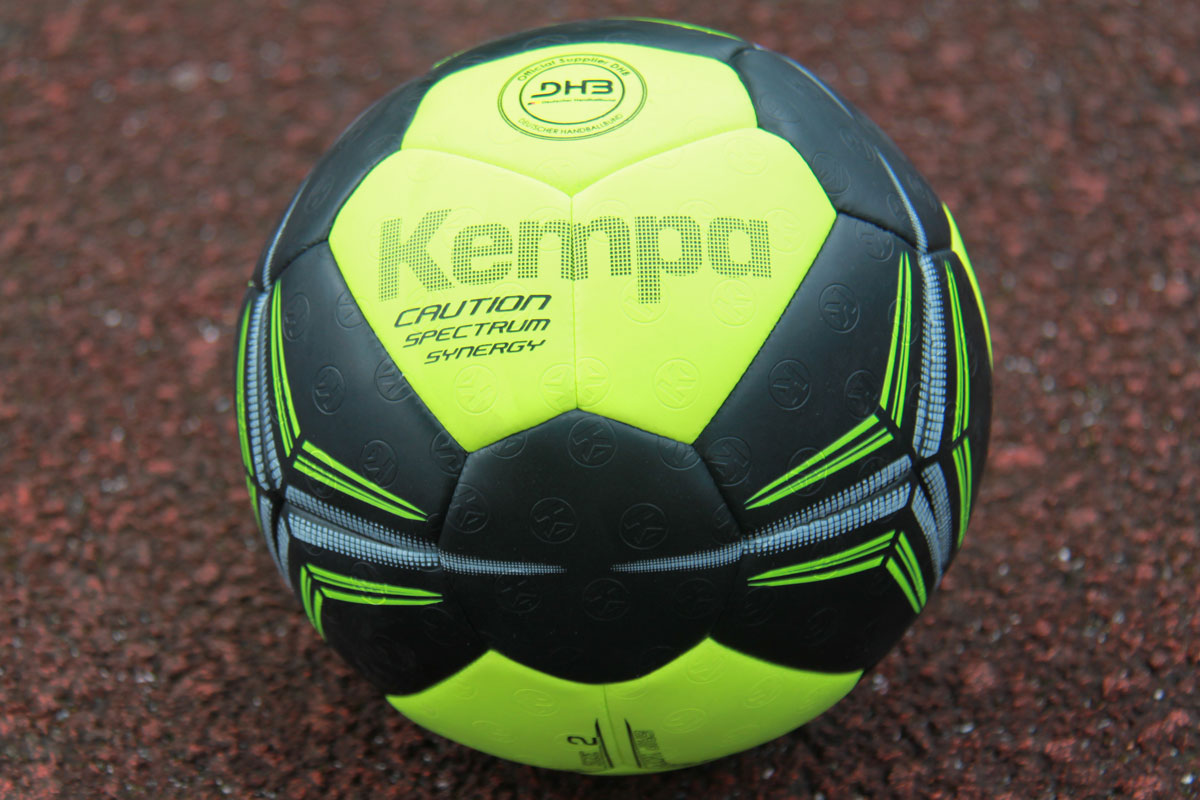
Kempa-Handball

Mit der Handballmarke Kempa war das Unternehmen von 2002 bis 2007 und von 2013 bis 2020 Ausrüster der deutschen Handballnationalmannschaft. Kempa ist außerdem Ausstatter der Nationalteams aus Portugal, Island, Österreich, Rumänien und Tunesien. Ebenso ist Kempa Sponsorpartner von Vereinsmannschaften und hat Spieler wie Andreas Wolff, Uwe Gensheimer oder Xenia Smits als Werbepartner unter Vertrag.
Mitte September 2023 gab die SpVgg Unterhaching bekannt, dass der Sportpark Unterhaching den Namen von Uhlsport erhält und uhlsport PARK heißen wird. Der Ausrüster der SpVgg ist damit auch Namensgeber der Spielstätte.